# Omomantis zebrata

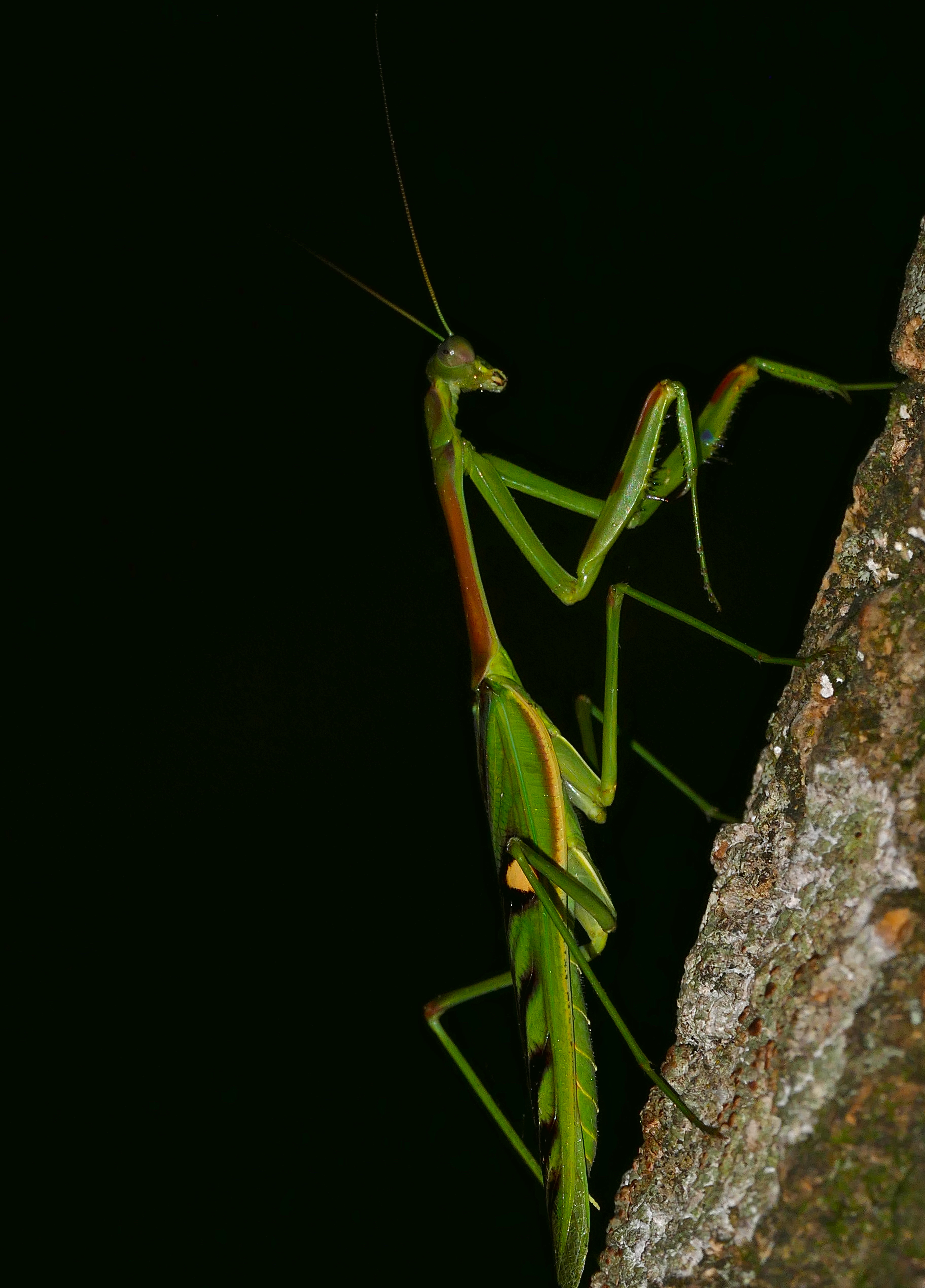
Ein Exemplar aus Südafrika

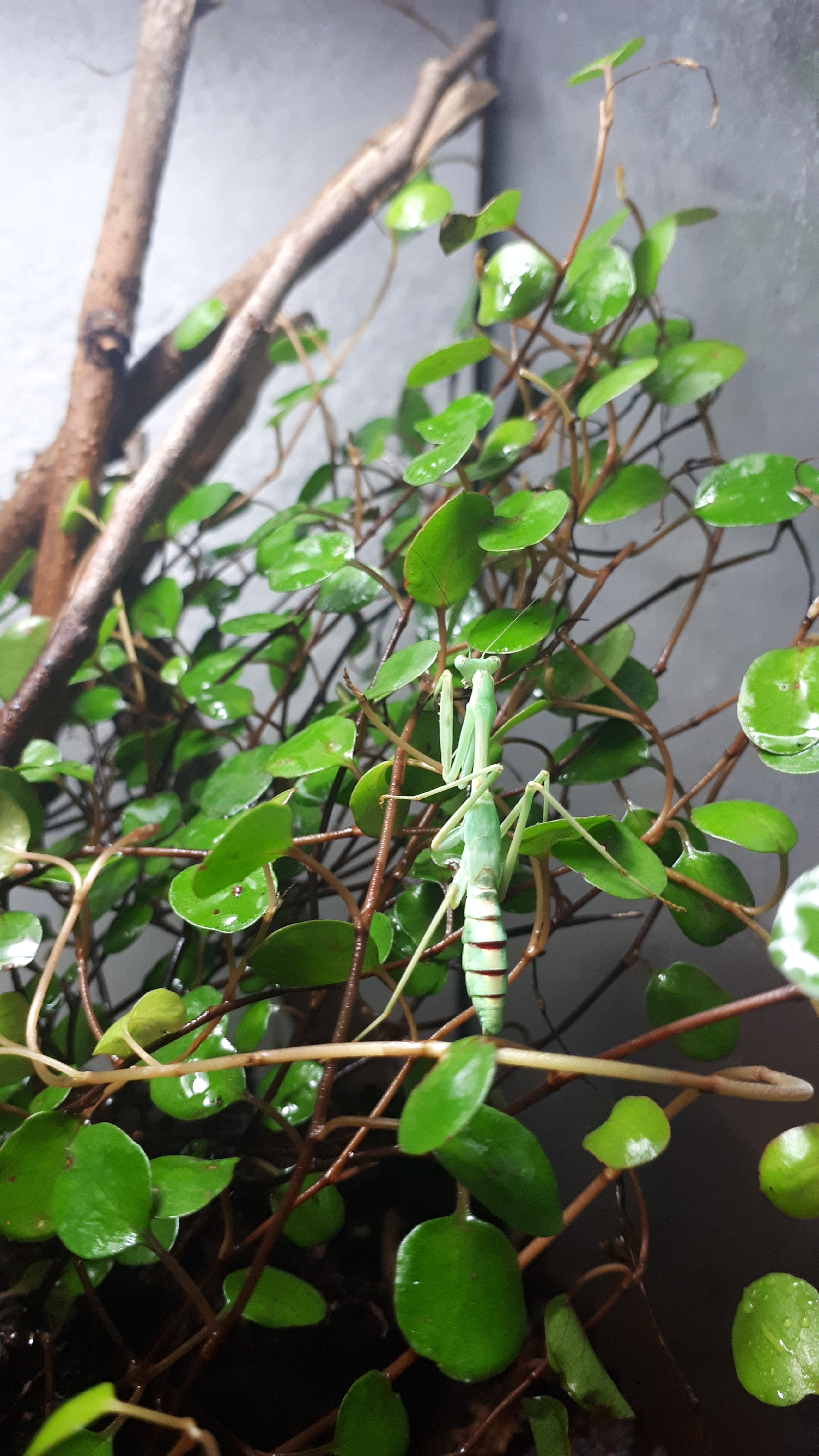
Eine weibliche, präsubadulte (L5) Nymphe in Gefangenschaft

Omomantis zebrata ist eine Insektenart der Fangschrecken. Sie ist im südlichen bis östlichen Afrika verbreitet und wird auch in Terrarien gehalten.

## Merkmale
Die Körperlänge beider Geschlechter beträgt bis zu 6 cm, wobei die Männchen etwas schlanker bleiben als die Weibchen. Die Grundfarbe des Körpers ist grün und kann von einem satten hellgrün bis zu türkisgrün variieren. Die Oberseite des Pronotums und der verhältnismäßig langen Femora ist rötlichbraun. Die Flügel weisen eine schwarze, namensgebende Zeichnung mit zwei hellen Flecken auf. Weibliche Tiere haben sechs Abdominalsegmente, die Männchen acht.

## Verbreitung und Lebensraum
Das Verbreitungsgebiet umfasst Teile Süd- bis Südwestafrikas. So beispielsweise die nördlichen und nordöstlichen Teile von Südafrika, Lesotho, Mosambik, Malawi, den Osten von Sambia, den Süden von Namibia, Simbabwe und Botswana. Darüber hinaus ist es gut möglich, dass noch weitere Länder und Landesteile genannter Länder besiedelt werden, beispielsweise südlichere Teile Südafrikas. Es wird außerdem von Vorkommen in Kenia berichtet. Ob es zwischen diesem abgetrennten nördlichen Vorkommen und dem restlichen Verbreitungsgebiet auch Vorkommen gibt, oder die Art in Kenia eingeschleppt wurde, ist unklar.
Die Art bewohnt überwiegend Savannen, aber auch trockene Waldländer.

## Lebensweise
Weibliche Tiere können 1 Jahr alt werden, die Männchen etwa ein Dreivierteljahr.
Die Art gilt als relativ ruhige Fangschrecke, die bei Störungen jedoch schnell nervös reagieren kann. Dieses Verhalten ist insbesondere von Jungtieren bekannt. Die Art ist ein Lauerjäger. Die Tiere sitzen an geeigneten Stellen und warten, bis andere Insekten in die Nähe kommen, die dann erbeutet werden. Dabei handelt es sich meist um Fluginsekten, die auch aus dem Flug heraus gefangen werden können. Die Paarung findet ohne vorherige Balz statt.

## Haltung im Terrarium
Die Art wird auch in Terrarien gehalten. Für die Haltung eines einzelnen Tieres empfiehlt sich eine Mindestgröße von 20 × 20 × 30 cm, bei der Haltung mehrerer Exemplare sollte die Größe 20 × 20 × 40 cm nicht unterschreiten. Die Tagestemperatur sollte zwischen 24 und 28° C betragen, jedoch nicht höher sein. Für die Nacht kann die Temperatur auf 20° C gesenkt werden. Eine Luftfeuchtigkeit von 40–60 % ist geeignet. Als Bodengrund sind Terrarienhumus oder Sand geeignet, die Einrichtung kann aus Zweigen und Stöcken bestehen. Die Art ist relativ empfindlich gegenüber Staunässe und Stickluft, daher sollte der Boden nicht zu feucht sein. Die Art ist untereinander relativ friedfertig und kann daher auch in Gruppen gehalten werden, Kannibalismus ist jedoch nicht auszuschließen. Bei der Gruppenhaltung ist es vorteilhaft, wenn stets Futter zur Verfügung steht. Zudem ist es sicherer, adulte Männchen von den Weibchen zu trennen.
Für die ersten beiden Nymphenstadien, üblicherweise als Larvenstadien (L1 und L2) bezeichnet, empfiehlt sich eine Ernährung mit der Fruchtfliege Drosophila melanogaster.  Auch die Fruchtfliegen-Art Drosophila hydei eignet sich als Futtertier ab dem ersten Larvenstadium, wird häufiger jedoch für das L2-, L3- und L4-Stadium empfohlen. Für das L2- und L3-Stadium kommen auch Ofenfischchen als Nahrung infrage. Ab dem L5-Stadium werden als Futterinsekten Schmeißfliegen der Gattungen Lucilia, sowie Fahlschaben empfohlen. Adulte Exemplare können außerdem mit Schmeißfliegen der Gattung Calliphora gefüttert werden. Daneben ist auch die Fütterung mit anderen kleinen Insekten möglich, beispielsweise mit Heimchen, anderen Grillenarten oder Schmetterlingen.

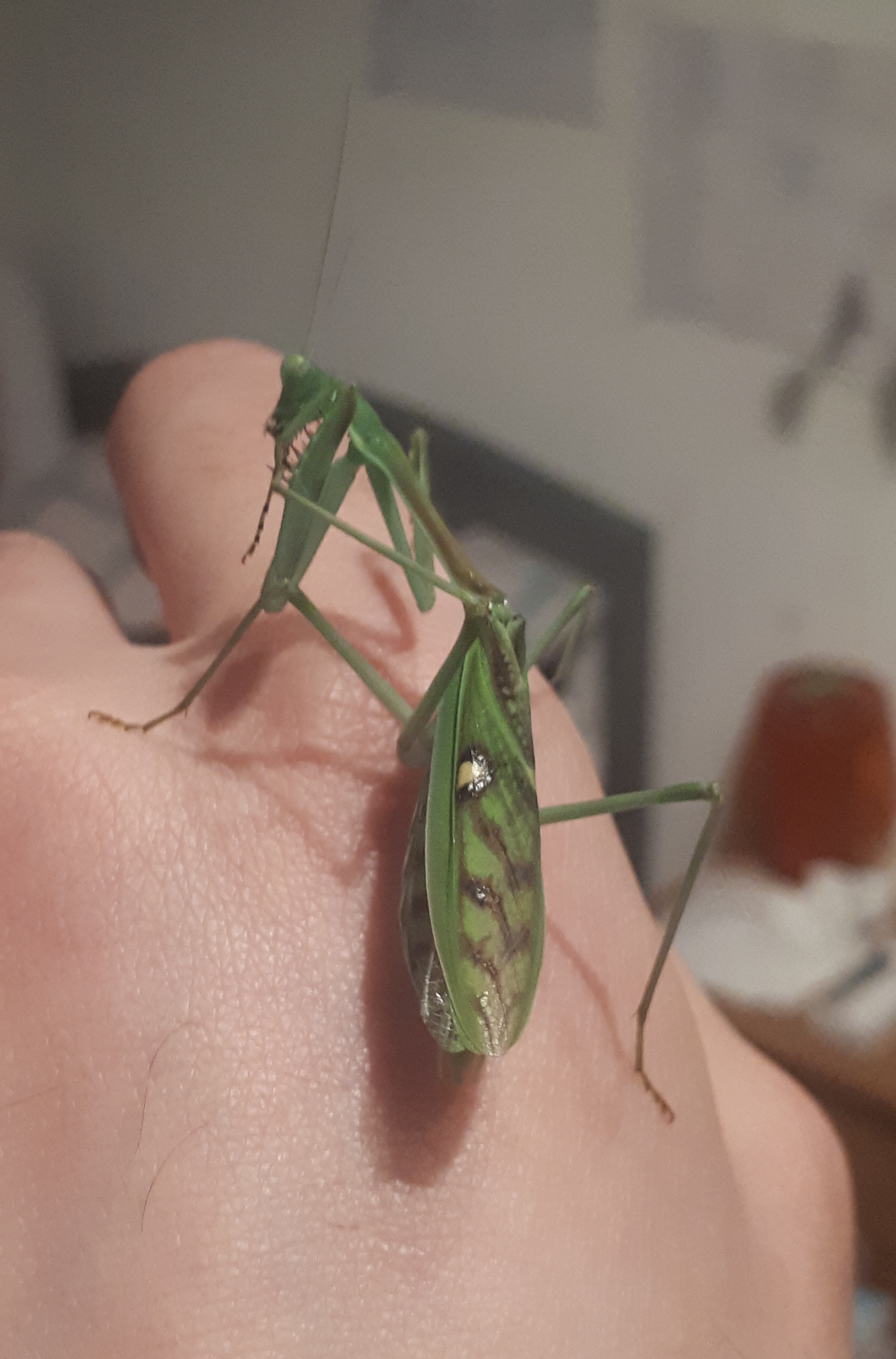
Ein Exemplar beim Putzen des Hinterbeines
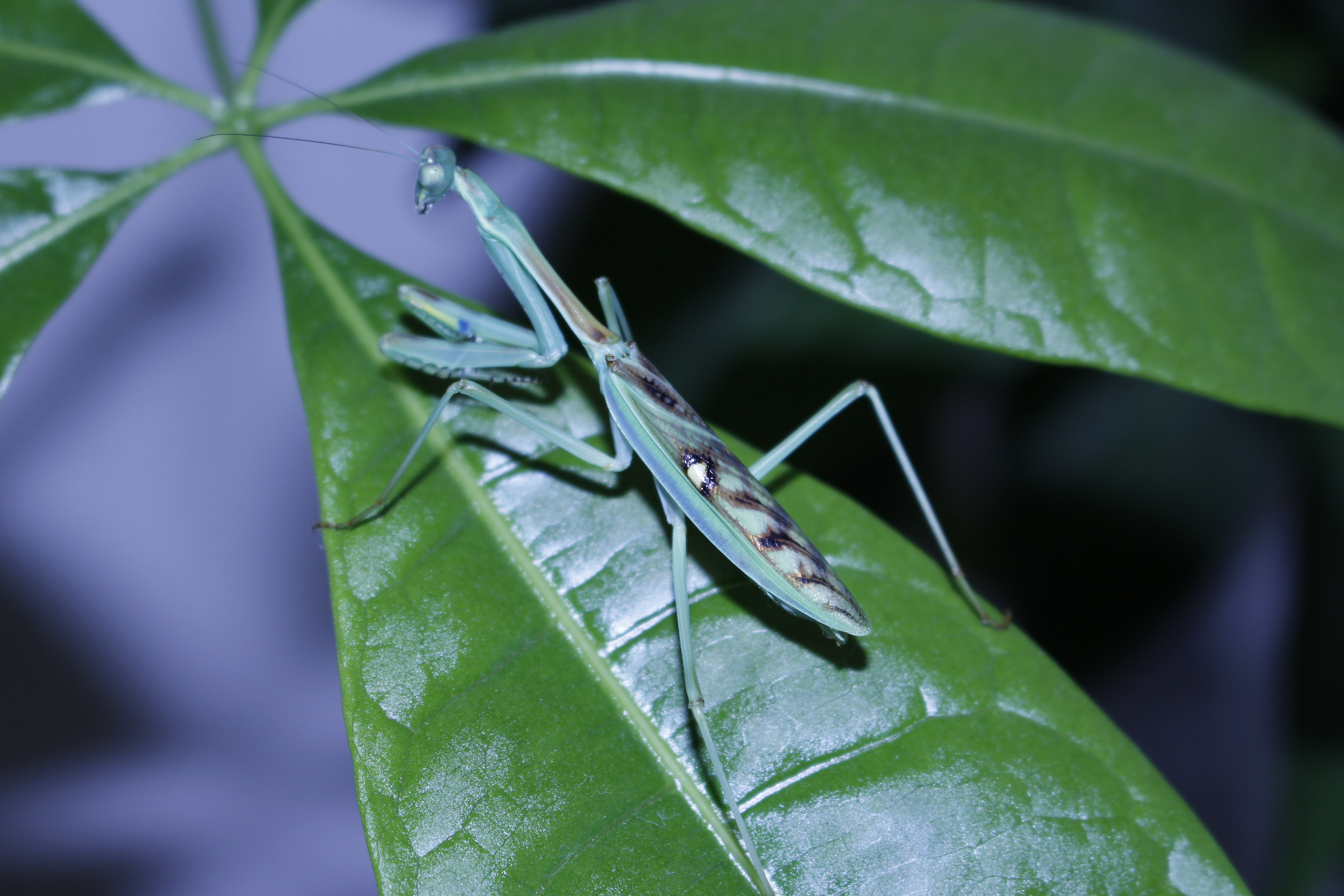
Weibchen

## Taxonomie
Synonyme der Art lauten Omomantis pardalina Saussure 1899 und Omomantis suavis Brancsik 1895. Andere Arten der Gattung sind beispielsweise Omomantis sigma oder Omomantis tigrina.